# Hochmiesing
Der Hochmiesing ist ein 1883 m ü. NHN hoher Berg in den Schlierseer Bergen im Mangfallgebirge in den Bayerischen Voralpen, er liegt im Gemeindegebiet von Bayrischzell. Der Gipfel ist als einfache, im Vergleich zur benachbarten Rotwand aber weniger frequentierte Bergwanderung vom Spitzingsattel über den Sattel zwischen Rauhkopf und Taubenstein (Aufstieg: 2 Stunden 20 Minuten, Abstieg 2 Stunden, 950 Höhenmeter) oder von Osterhofen zu erreichen. Das Gipfelkreuz wurde 1995 erneuert.
Der Gipfelbereich ist recht ausgedehnt, flach, und dicht von Latschen bestanden, bietet aber Fernsicht in alle Richtungen. Der Übergang zum östlich benachbarten Dürrmiesing ist wegen dichten Latschenbewuchses unangenehm und extrem selten begangen.